# ワールドリーグ戦
ワールドリーグ戦（ワールドリーグせん）は、かつて日本のプロレス団体において開催されたシングルマッチによるリーグ戦である。同名称のものが複数あり、それぞれの関連性はない。
もっとも古いもので、日本プロレスが行っていたワールドリーグ戦がある。1959年（昭和34年）の第1回大会から14回にわたって行われた。
さらに、新日本プロレスが設立初期に日本プロレスで行っていたものを例として行ったワールドリーグ戦がある。1974年（昭和49年）の第1回大会に始まり4回行われた。
また、全日本女子プロレスが新日本プロレスのものと同時期に行ったワールドリーグ戦がある。1975年（昭和50年）の第1回大会に始まり3回行われ、1979年より大会名を「フジテレビ杯争奪日米対抗リーグ戦」に改称。

## 日本プロレス版
1950年代前半、プロレスは戦後間もない頃で多くの日本人が欧米への劣等感を募らせていた背景から、力道山が外国人レスラーを空手チョップでなぎ倒す姿は街頭テレビを中心に人気を得て、国民的な人気になった。しかし、1950年代後半になると徐々に人気も下火になり低迷を迎えつつありテコ入れを余儀なくされていた。
日本プロレスは、1957年に日本テレビとレギュラー放送を行う契約を結んだ。これと同時にルー・テーズの招聘に乗り出した。同年10月7日と10月13日に、力道山とルー・テーズはNWA世界ヘビー級王座をかけて対戦、両日とも多くの観客が訪れて興行は大成功をした。
そして、低迷期を脱すべくさらなる策として行われたのが『ワールド大リーグ戦』である。
このリーグ戦は世界の各地域を代表するプロレスラーを日本に呼び寄せ、総当りリーグ戦でチャンピオンの座を争うという、プロレスの興行としては当時世界に類を見ないものであった。1959年に第1回大会が行われ、試合会場は連日多くの観客が訪れ、興行は大成功のうちに終わった。以降、毎年このリーグ戦が行われるようになり、下降気味になっていたプロレスの人気は再び息を吹き返した。
大会名は第5回までが『ワールド大リーグ戦』、第6回以降が『ワールドリーグ戦』となっている。
なお、ワールドリーグ戦は「総当り戦」という形式ではあったが、同時に「外国人勢（外人組）と日本勢（日本組もしくは迎撃側）との対抗戦」という体裁も取っていた。そのため、外国人と日本側の対戦や、外国人同士の対戦は組まれたが、日本側同士の対戦は不文律として一切行われなかった。
この形式は後にJDスター女子プロレスの「LEAGUE PRINCESS」やJWP女子プロレスの「オープンクラス・チャレンジリーグ戦」などに採用されている。
日プロの『ワールドリーグ戦』トロフィーは、1975年12月オープン選手権で優勝したジャイアント馬場が保有した。
分裂後の後身の一つ全日本プロレスのチャンピオン・カーニバルはこのワールドリーグとほぼ同じ時期にあるため事実上の後継大会と位置付けられており、全日本プロレスのシングル戦線において、三冠ヘビー級選手権と並び最大目標にして最高の名誉とされている。
東映が1968年の第10回大会を中心としたドキュメンタリー映画『プロレスWリーグ 血ぬられた王者』を製作している。

### 歴代優勝者
| 回数   | 開催年 | 優勝者           | 準優勝者 （優勝決定戦進出者）                                                     | 決勝戦会場     |
| ------ | ------ | ---------------- | --------------------------------------------------------------------------------- | -------------- |
| 第1回  | 1959年 | 力道山           | ジェス・オルテガ                                                                  | 東京都体育館   |
| 第2回  | 1960年 | 力道山           | レオ・ノメリーニ                                                                  | 東京都体育館   |
| 第3回  | 1961年 | 力道山           | ミスターX                                                                         | 大阪府立体育館 |
| 第4回  | 1962年 | 力道山           | ルー・テーズ                                                                      | 東京都体育館   |
| 第5回  | 1963年 | 力道山           | キラー・コワルスキー                                                              | 東京都体育館   |
| 第6回  | 1964年 | 豊登             | ジン・キニスキー                                                                  | 東京都体育館   |
| 第7回  | 1965年 | 豊登             | フレッド・ブラッシー                                                              | 東京都体育館   |
| 第8回  | 1966年 | ジャイアント馬場 | ウイルバー・スナイダー                                                            | 東京都体育館   |
| 第9回  | 1967年 | ジャイアント馬場 | ザ・デストロイヤー                                                                | 横浜文化体育館 |
| 第10回 | 1968年 | ジャイアント馬場 | キラー・コワルスキー                                                              | 大阪府立体育館 |
| 第11回 | 1969年 | アントニオ猪木   | （日本組）ジャイアント馬場 （外人組）クリス・マルコフ、ボボ・ブラジル             | 東京都体育館   |
| 第12回 | 1970年 | ジャイアント馬場 | ドン・レオ・ジョナサン                                                            | 日大講堂       |
| 第13回 | 1971年 | ジャイアント馬場 | （日本組）アントニオ猪木 （外人組）ザ・デストロイヤー、アブドーラ・ザ・ブッチャー | 大阪府立体育館 |
| 第14回 | 1972年 | ジャイアント馬場 | ゴリラ・モンスーン                                                                | 東京都体育館   |

### 各種記録
- 最多優勝 - ジャイアント馬場 6回（1966年-1968年、1970年-1972年）
- 最多連続優勝 - 力道山 5連覇（1959年-1963年）
- 最年少優勝 - アントニオ猪木 26歳2ヶ月（1969年）

## 新日本プロレス版

### 歴代優勝者
| 回数  | 開催年 | 優勝者         | 準優勝者 （優勝決定戦進出者）      | 決勝戦会場   |
| ----- | ------ | -------------- | ---------------------------------- | ------------ |
| 第1回 | 1974年 | アントニオ猪木 | 坂口征二、キラー・カール・クラップ | 東京都体育館 |
| 第2回 | 1975年 | アントニオ猪木 | キラー・カール・クラップ           | 日大講堂     |
| 第3回 | 1976年 | 坂口征二       | ペドロ・モラレス                   | 東京都体育館 |
| 第4回 | 1977年 | 坂口征二       | マスクド・スーパースター           | 蔵前国技館   |

## 全日本女子プロレス版
1974年の国際プロレス女子部旗揚げに対抗するべく企画された。方式は日プロ版とほぼ同じだが、主にヒールの日本人レスラーが外国側に振り分けられる場合もあった（当時全女の日本人ヒールは来日外国人とタッグを組むことが多かった）。
3回実施した後、1回の休止を挟み、1979年に「フジテレビ杯争奪日米対抗リーグ戦」に衣替えした。

### 歴代優勝者
| 回数  | 開催年 | 優勝者         | 準優勝者 （優勝決定戦進出者） | 決勝戦会場     |
| ----- | ------ | -------------- | ----------------------------- | -------------- |
| 第1回 | 1975年 | ジャンボ宮本   | ベティ・ニコライ              | 日大講堂       |
| 第2回 | 1976年 | ジャッキー佐藤 | ビクトリア富士美              | 大田区体育館   |
| 第3回 | 1977年 | 池下ユミ       | ナンシー久美                  | 流山市民体育館 |